# Appelsiner og Lygtepæle
Appelsiner og Lygtepæle er en dansk kortfilm fra 2013 instrueret af Thor Hampus Bang efter eget manuskript.

## Handling
En mand drømmer om en kvinde, der drømmer om appelsiner og lygtepæle.
En mand drømmer, at han får en besked fra en kvinde, han for længst har mistet. Beskeden beskriver kvindens sindstilstand og hendes syn på sin omverden. Hun er distanceret og ude af stand til at være en del af det, hun ser. Hun vil gerne være som andre og frygter rollen som udenforstående. Filmen tager udgangspunkt i Christoffer Ugilt Jensens digt "Appelsiner & lygtepæle" og er en del af Aarhus Festuge-projektet Digterfilm, hvor fem digte blev omsat til fem kortfilm.